# 新甘泉
新甘泉（しんかんせん）は、鳥取県で開発された梨の品種。

## 概要
「筑水」と「おさ二十世紀」を掛け合わせてられた、赤梨系の早生種。甘みはこれまでの早生品種の中では最も高い。鳥取県では明治時代から二十世紀を中心に栽培されており、ほぼ県下全域へ梨栽培が広がっている。「新甘泉」は鳥取県園芸試験場が1989年(平成元年)から1990年(平成2年)に交配した2万本の実生群の中から選抜して誕生した梨新品種群の中の1品種。2008年(平成20年)に品種登録した高糖度の赤梨。苗木は鳥取県内向けにしか流通しておらず、鳥取県オリジナルブランド梨として栽培が広まっている。
果皮は黄褐色。果肉は、二十世紀系の梨を交配しているため、赤梨だが青梨特有のシャリシャリした食感を有する。糖度は極めて高く、中心部の酸味も少ない。

## 特性
- 黒斑病抵抗性。
- 収穫期は豊水、ゴールド二十世紀より早い。（8月下旬）
- 果重は400g程度。
- 糖度は有袋栽培で13～14％程度。
- 日持ちは室温条件下で10日程度。
- 開花時期は二十世紀よりやや遅い。
- 自家和合性品種ではないので人工交配が必要。

## 鳥取県内で育成された主な梨新品種
青梨
- 夏さやか（なつさやか）
- なつひめ
- 涼月（りょうげつ）
- 優秋（ゆうしゅう）
- 瑞鳥（ずいちょう）

赤梨
- 早優利（さゆり）
- 新甘泉（しんかんせん）
- 秋甘泉（あきかんせん）